# Великий Ліван
Держава Великий Ліван (араб. دولة لبنان الكبرى, трансліт. Dawlat Lubnān al-Kubra; фр. État du Grand Liban), неофіційно відомий як Французький Ліван, була державою, проголошеною 1 вересня 1920, яка стала Ліванською Республікою (араб. الجمهورية اللبنانية al-Jumhūrīyah al-Lubnānīyah; фр. République libanaise) у травні 1926 і є попередником сучасного Лівану. Ліван був частиною Сирії, коли рішенням Ліги Націй мандат на цей терен було надано Французькій республіці. Перед Першою світовою війною, Ліван перебував під контролем Османської імперії, як вілаєт Бейрут і був частиною так званої Великої Сирії.

## Історія
1 вересня 1920 , французький генерал Анрі Гуро розділив мандат у Сирії на шість держав. Однією з них був Великий Ліван з столицею в Бейруті. Новому краю було надано прапор, який представляв ліванський кедр на тлі французького прапора. 
Ліван було створено, задля забезпечення підтримки маронітів та інших місцевих християн під час правління Франції в мандатній області. Християнські мешканці цих земель вже давно мріяли про свою власну країну, вільну від ісламського панування. Дії Франції зустрілися з їх гарячу підтримку.
Мусульмани, проте, протестували проти створення Великого Лівану і надання йому ділянки землі - Триполі (який був важливим морським портом) і території, на якій домінують мусульмани. У 1922, мусульмани бойкотували перепис в Лівані і відмовилися від використання нового посвідчення особи до анулювання їх ліванського громадянства. Багато мусульман весь час, послідовно виступає за об'єднання з іншими районами Великої Сирії. У 1958, коли була заснована Об'єднана Арабська Республіка, Ліван стояла на межі громадянської війни. Мусульмани вимагали об'єднання з новоутвореною республікою, мароніти рішуче виступили проти цього. Криза закінчилася втручання американських військ. 
Назва Великий Ліван походить від автономної області на хребту Ліван, а також приєднаних до нього теренів Триполі і Сідону в долині Бекаа. Автономна область була створена в Ліванських горах у 1861, за часів Османської імперії для захисту місцевих християн.
Великий Ліван офіційно проіснував до набрання чинності першої ліванської конституції 24 травня 1926 року. Після свого створення, держава прийняла назву Ліванська Республіка. Її конституційний лад був змодельований за зразком Французької Третьої республіки. Ліван повинен був мати двопалатний парламент, що складається з Палати депутатів і Сенату (але від Сенату відмовились), президент і уряд. Президент мав бути обраний палатою депутатів на шестирічний термін, він не ніс політичної відповідальності. Члени парламенту повинні були бути обрані. 
Для запобігання конфліктів між послідовниками різних релігій, було запроваджено поділ посад серед представників провідних релігійних течій. Цей звичай зберігається й наразі в Лівані. Так президент і верховний головнокомандувач армії мав бути християнином, прем'єр-міністр мусульманином-сунітом і спікер палати депутатів шиїтом. Кількість місць в парламенті, було поділено між християнами і мусульманами 6:5. Першим президентом Великого Лівану, через три дні після прийняття Конституції, був християнин Шарль Деббас.
Теоретично, законодавча влада мала здійснюватися парламентом, але насправді належала уряду, який писав проекти законів і парламент завжди їх ухвалював. Остаточні рішення з ключових питань приймались французьким верховним комісаром, який часто був причиною невдоволення, особливо серед ліванських націоналістів. 
Наприкінці дії першого терміну президентства Деббаса, термін дії якого закінчився в 1932, не було одностайності депутатів з питання вибору нового глави держави. Дехто підтримував Бішара ель-Хурі інші Еміль Едде. Щоб вийти з глухого кута депутати запропонували шейха Мухаммад аль Джиср, який був прем'єр-міністром і лідером мусульман Триполі. Щоб не вибирати мусульманина на пост президента, французький верховний комісар Анрі Понсот 9 травня 1932 року призупинив дію конституції і продовжив термін президентства Дебасса на рік. Незадоволена таким поворотом справ, французька влада відкликала Понсота і призначила на його місце Дем'єн-де-Мартель. Новий Верховний комісар 30 січня 1934, призначив Хабіб Паша ес-Саада на пост президента. Його термін президентства тривав два роки. 
30 січня 1936, в результаті виборів, було обрано президентом Лівану Еміль Едде. За рік після його обрання, було оголошено про відновлення конституції 1926 року, і почата підготовка до виборів до Парламенту. Але, Конституцію знову було призупинено французами в 1939 . 
Ліван в 1941 проголосив незалежність. Яку було визнано, два роки по тому. У 1946 Франція вивела війська.